# Сомов, Иван Константинович
Иван Константинович Сомов (21 сентября 1921, Нижегородский уезд, Нижегородская губерния — 26 июня 2011, Москва) — советский офицер, участник Великой Отечественной войны, в годы войны — заместитель командира эскадрильи 86-го гвардейского истребительного авиационного полка 240-й истребительной авиационной дивизии 3-й воздушной армии Калининского фронта, гвардии лейтенант. Герой Советского Союза (1944). Полковник (СССР). Генерал-майор.

## Биография
Родился 21 сентября 1921 года в селе Староликеево ныне Кстовского района Нижегородской области. Член ВКП(б)/КПСС с 1945 года. Окончил три курса Горьковского коммунально-строительного техникума.
В 1940 году призван в ряды Красной Армии. В 1941 году окончил Энгельсскую военную авиационную школу пилотов. В боях Великой Отечественной войны с февраля 1942 года. Первые 166 боевых вылетов выполнил на У-2, как пилот лёгкобомбардировочной авиации, позже добился перевода в истребители.
С июня по сентябрь 1942 года служил в 744-м истребительном авиационном полку; по ноябрь 1942 года — в 161-м истребительном авиационном полку; по январь 1943 года — в 21-м гвардейском истребительном авиационном полку; затем, до конца войны, в 744-м истребительном авиационном полку.
Сражался на Западном, Северо-Западном, Ленинградском, Калининском, 3-м и 1-м Белорусских фронтах. В боях был ранен и контужен.
К октябрю 1943 года заместитель командира эскадрильи 86-го гвардейского истребительного авиационного полка гвардии лейтенант И. К. Сомов совершил 276 боевых вылетов, из них 110 — на истребителе, в 35 воздушных боях лично сбил 16 и в группе 3 самолёта противника.
Указом Президиума Верховного Совета СССР «О присвоении звания Героя Советского Союза офицерскому составу военно-воздушных сил Красной Армии» от 4 февраля 1944 года за «образцовое выполнение боевых заданий командования на фронте борьбы с немецкими захватчиками и проявленные при этом отвагу и геройство» удостоен звания Героя Советского Союза с вручением ордена Ленина и медали «Золотая Звезда».
Последний боевой вылет сделал 28 апреля 1945 года в небе Берлина. Командир эскадрильи 86-го гвардейского истребительного авиационного полка гвардии капитан И. К. Сомов произвёл 399 успешных боевых вылетов, в 71 воздушном бою лично сбил 20 самолётов противника .
После окончания Великой Отечественной войны продолжал служить в Военно-воздушных силах СССР. В 1950 году окончил Военно-воздушную академию. Был заместителем командира по лётной подготовке и командиром 982-го истребительного авиационного полка 126-й истребительной авиационной дивизии Закавказского военного округа. Освоил многие типы реактивных самолётов.
В 1976 году вышел в запас в звании полковника. Жил в Киеве. Работал начальником отдела Госкомсельхозтехники УССР.
Указом Президента Украины от 5 мая 2008 года ему было присвоено воинское звание генерал-майора Вооружённых Сил Украины.
В 2000-е годы переехал в Москву. Умер 26 июня 2011 года. Похоронен в Москве на Долгопрудненском Центральном кладбище.

## Награды
Награждён орденом Ленина, двумя орденами Красного Знамени, орденами Богдана Хмельницкого 3-й степени, Александра Невского, Отечественной войны 1-й степени, тремя орденами Красной Звезды, орденом «За службу Родине в ВС СССР» 3-й степени, медалью «За боевые заслуги», другими медалями.